# Liga Nogometnog podsaveza Gospić 1963./64.
Liga Nogometnog podsaveza Gospić u sezoni 1963./64. je bila liga 4. ranga nogometnog prvenstva Jugoslavije. 
 Sudjelovalo je 7 klubova, a prvak je bio "Udarnik" iz Perušića.

## Ljestvica
| mj. | klub                     | ut. | pob. | ner. | por. | gol+ | gol- | bod |
| --- | ------------------------ | --- | ---- | ---- | ---- | ---- | ---- | --- |
| 1.  | Udarnik Perušić          | 12  | 10   | 1    | 1    | 45   | 15   | 21  |
| 2.  | Partizan Titova Korenica | 12  | 7    | 2    | 3    | 32   | 23   | 17  |
| 3.  | Lika Lički Osik          | 12  | 6    | 4    | 2    | 30   | 23   | 16  |
| 4.  | Bratstvo Gračac          | 12  | 5    | 3    | 4    | 30   | 20   | 13  |
| 5.  | Velebit Žabica           | 12  | 3    | 4    | 5    | 17   | 24   | 10  |
| 6.  | Borac Brinje             | 12  | 2    | 3    | 7    | 17   | 25   | 7   |
| 7.  | Sloga Otočac             | 12  | 0    | 0    | 12   | 5    | 46   | 0   |

- Titova Korenica – tadašnji naziv za Korenicu

## Rezultatska križaljka
| kratica | klub                     | BOR | BRA | LIKA | PAR | SLO | UDA | VEL |
| --- | ------------------------ | --- | --- | ---- | --- | --- | --- | --- |
| BOR | Borac Brinje             |     |     |      |     |     |     |     |
| BRA | Bratstvo Gračac          |     |     |      |     |     |     |     |
| LIKA | Lika Lički Osik          |     |     |      |     |     |     |     |
| PAR | Partizan Titova Korenica |     |     |      |     |     |     |     |
| SLO | Sloga Otočac             |     |     |      |     |     |     |     |
| UDA | Udarnik Perušić          |     |     |      |     |     |     |     |
| VEL | Velebit Žabica           |     |     |      |     |     |     |     |
| |                          |     |     |      |     |     |     |     |
| podebljan rezultat - utakmice od 1. do 7. kola (1. utakmica između klubova) rezultat normalne debljine - utakmice od 8. do 14. kola (2. utakmica između klubova) rezultat nakošen - nije vidljiv redoslijed odigravanja međusobnih utakmica iz dostupnih izvora rezultat nakošen i smanjen * - iz dostupnih izvora nije uočljiv domaćin susreta prekrižen rezultat - poništena ili brisana utakmica p - utakmica prekinuta 3:0 p.f. / 0:3 p.f. - rezultat 3:0 bez borbe |                          |     |     |      |     |     |     |     |

 Izvori: 

## Poveznice
- Dalmatinska nogometna zona 1963./64.
- Prvenstvo Splitskog nogometnog podsaveza 1963./64.